# フットサルフェスタ
フットサルフェスタは、日本のフットサル大会である。

## 概略
1997年に「セレッソ大阪杯フットサルトーナメント」として第1回開催。オープン・ジュニア・ジュニアユース・レディースの4クラスに116チームが参加した。当時としては、最大規模の大会であった。
2002年に産経新聞、FM802、ぴあ主催、日本ハム特別協賛の「ニッポンハムカップ・関西フットサルトーナメント」に改称。
2004年より関東大会の開催に伴い大会名は「ニッポンハムカップ・フットサルトーナメント」となり、主催もニッポンハムカップ・フットサルトーナメント実行委員会になった。
2007年は10クラスにより関西各地で開催。決勝大会もこれまでの舞洲アリーナからMAG'S FUTSAL STADIUMに移った。
2008年からは、本田技研工業が新たな特別協賛社となり、「ホンダカップ フットサルフェスタ」に改称。
2009年には、フジサンケイ広告大賞のイベント部門を受賞した。
2017年をもって本田技研工業が特別協賛社から離れたことに伴い、翌年の2018年からタイトルスポンサーが付かない現在の「フットサルフェスタ」に改称された。
新型コロナウイルス感染症の影響で中止となった2020年を除き、2022年まで通算24回開催されている。